# Phare de Latimer Reef
Le phare de Latimer Reef (en anglais : Latimer Reef Light), est un phare à caisson métallique situé le récif de Latimer  au nord-ouest de Fishers Island, New York, dans le Long Island Sound, dans le comté de Suffolk (Grand New York-État de New York).
Il est inscrit au Registre national des lieux historiques depuis le 19 juillet 2006 sous le n° 6000635.

## Description
Le phare   est une tour cylindrique en fonte, doublée en brique, avec double galerie et lanterne de 15 m de haut, intégrant les quartiers de gardien sur trois étages et montée sur un caisson immergé en béton. La tour est peinte en blanc avec une bande horizontale brune et la lanterne est blanche.
Son feu à éclats émet, à une hauteur focale de 17 m, un bref flash blanc de 0.6 secondes par période de 6 secondes. Sa portée est de 9 milles nautiques (environ 17 km). Il est équipé d'une cloche de brouillard émettant deux sonneries par période de 15 secondeS.

## Caractéristiques dufeu maritime
Fréquence :  6 secondes (W)
- Lumière : 0.6 seconde
- Obscurité : 5.4 secondes

Identifiant : ARLHS : USA-1049 ; USCG : 1-20085 - Admiralty : J0671 . 

### Lien connexe
- Liste des phares de l'État de New York